# Бреков
Бреков (словац. Brekov) — село в Словаччині, Гуменському окрузі Пряшівського краю. Розташоване в східній частині Словаччини в південній частині Низьких Бескидів в долині Лабірця, який втікає до Східно-Словацької низовини.
Уперше згадується у 1314 році.
У селі є римо-католицький костел з 1742 року в стилі бароко, у 1938 році перебудований та розширений.
В кадастрі села знаходиться Брековська печера та руїни Брековського замку з 13 століття.

## Населення
| Рік:            | 1993 | 2003    | 2013    | 2023    |
| --------------- | ---- | ------- | ------- | ------- |
| Кількість осіб: | 1234 | 1264    | 1365    | 1321    |
| Різниця:        |      | +2,43 % | +7,99 % | -3,22 % |

| Рік:            | 2022 | 2023    |
| --------------- | ---- | ------- |
| Кількість осіб: | 1316 | 1321    |
| Різниця:        |      | +0,37 % |

У селі проживало 1345 осіб (31.12.2011).
Національний склад населення (за даними останнього перепису населення — 2001 року):
- словаки — 97,20 %,
- цигани — 1,52 %,
- чехи — 0,56 %,
- русини — 0,16 %,
- українці — 0,16 %,
- угорці — 0,08 %.

Склад населення за приналежністю до релігії станом на 2001 рік:
- римо-католики — 93,43 %,
- греко-католики — 3,36 %,
- протестанти — 0,72 %,
- православні — 0,16 %,
- не вважають себе вірянами або не належать до жодної вищезгаданої конфесії — 2,32 %.